# Famiglia de Roquefeuil

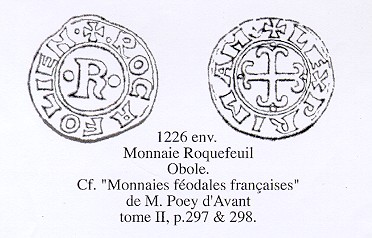
Obolo dei Roquefeuil, battuto nella zecca di Sommières nel 1226.

La famiglia de Roquefeuil-Anduze è una schiatta di antichissima e nobilissima discendenza della Linguadoca, le cui gloriose tradizioni cavalleresche risalgono al X secolo. La famiglia, che fa ora parte della Association d'entraide de la noblesse française, può vantare l'aver dato alla Francia illustri personaggi: condottieri, ammiragli e amministratori.

## Storia
La storia della famiglia de Roquefeuil segue quella di suoi due antichi rami che hanno avuto uno sviluppo considerevole: 
- il ramo legittimo dei Roquefeuil che, dopo una sostituzione in linea femminile, è sopravvissuto fino ai nostri giorni con il nome di Roquefeuil-Blanquefort.
- il ramo legittimato dei Roquefeuil-Versols, estintosi in linea legittima, ma ancora esistente per una discendenza naturale risalente alla fine del XVII secolo e che non ha acquisito il titolo nobiliare.

Fu un anonimo letterato provenzale gravitante nella corte di un barone de Roquefeuil, membro della discendenza, che prese vita, poco dopo la metà del XIII secolo, la singolare forma poetica del Roman de Flamenca.

## Monetazione
I signori de Roquefeuil battevano moneta nella zecca di Sommières intorno al 1226.

## Genealogia parziale
Raimondo de Roquefeuil (c. 1140 - 1204) - sposò Guilleumette de Montpellier (c. 1168 - 1200):
1. Raimondo II (1170 - 1247) - sposò Delfina di Turenna (c. 1205 - 1270):
  1. Isabella (c. 1220 - 24 settembre 1251) - sposò Ugo IV, conte di Rodez (c. 1212 - prima del 1274): con discendenza;
2. Arnaud I (1185 - 5 ottobre 1242) - sposò Beatrice d'Anduze (1212 - 1279):
  1. Raimondo III, signore di Roquefeuil (? - dopo il 1281) - sposò Alasie de Chateauneuf-Randon:
    1. Béatrix - sposò Dragonnet de Chateauneuf-Joyeuse: con discendenza;
    2. Raimondo III (? - dopo il 1344) - sposò Vauriette d'Hébrard (prima del 1280 - ?):
      1. Arnaud II (? - dopo il 1361) - sposò Jacquette de Combret:
        1. Delphine (c. 1340 - ?) - sposò Bernager II d'Arpajon: con discendenza;
        2. Arnaud III (? - c. 1402) - sposò Hélène de Gourdon-Castelnau (c. 1340 - dopo il 1412):
          1. Elisabeth (? - dopo il 1422) - sposò Deodat Guillaume II de Clermont-Lodève: con discendenza;
          2. Dauphine
          3. Catherine (c. 1360 - ?) - sposò Jean de Blanquefort (c. 1350 - ?): discendenti vedi sotto: Linea Roquefeuil-Blanquefort

        3. Jeanne

      2. Marguerite (? - dopo il 1331) - sposò Giovanni I di Polignac (c. 1315 - 1341): con discendenza;

    3. Catherine

  2. Hélèna Hélix (1230 - ?) - sposò Déodat III de Boussages: con discendenza;
  3. Guglielmo I, signore di Versols - discendenti vedi sotto: Linea de Versols
3. Guillaume

### Linea de Roquefeuil-Blanquefort
Catherine de Roquefeuil (c. 1360 - ?) - sposò Jean de Blanquefort (c. 1350 - ?): 
1. Antoine I (c. 1385 - 4 gennaio 1417), signore de Blanquefort e Pujols, de Roquefeuil et de Maucafort-de-Combret - sposò Delphine d'Arpajon (c. 1390 - ?):
  1. Hélène - sposò Audoin IV de Pérusse de Cars: con discendenza;
  2. Jean (? - dopo il 1480) - sposò Isabeau de Petra de Peyre:
    1. Béranger - sposò Anne du Tournel:
      1. Charles (c. 1500 - ?) - sposò Blanche d'Ainésy de Monpezat (c. 1510 - ?):
        1. Antoine II (c. 1530 - ?), signore di Blanquefort - sposò Claude de Cardaillac:
          1. Antoine III (c. 1560 - ?) - sposò Jeanne Angélique de Rochecouart:
            1. Marie-Gilberte - sposò Gaspard de Coligny: con discendenza;
            2. Antoine-Alexandre

    2. Marguerite
    3. Jeanne - sposò Charles de Monpezat: con discendenza;
    4. Charles (? - dopo il 1554) - sposò Blanche de Monpezat:
      1. Charles (c. 1530 - dopo il 1564) - sposò Françoise de Caudière (c. 1540 - ?)

  3. Antoine II (c. 1408 - dopo il 1494) - sposò Blanche de Saunhac (c. 1430 - ?): discendenti vedi sotto: Linea Roquefeuil de Padiès

#### Linea Roquefeuil de Padiès
Antoine II (c. 1408 - dopo il 1494) - sposò Blanche de Saunhac (c. 1430 - ?): 
1. Jean (? - dopo il 1507), signore di Padiès - sposò Blanche de Capluc (c. 1480 - ?):
  1. Guillaume (c. 1500 - dopo il 1556), signore di Padiès - sposò Catherine Guitard de Taurines (c. 1510 - dopo il 1530):
    1. Antoine, signore di Bessières -
    2. Pierre (c. 1530 - dopo il 1578) - sposò Françoise de Montpeyroux (c. 1540 - ?):
      1. Melchior (? - dopo il 1584), signore di Padiès, di Pinet e Bousquet - sposò Hélène de Chaumeils de Vergnole:
        1. Guy (? - dopo il 1654), signore di Padiès, Pinet e Bousquet - sposò Marie du Buisson de Bournazel (c. 1600 - ?):
          1. Louis (prima del 1658 - dopo il 1683), signore e barone di Padiès, Pinet e Bousquet - sposò Victoire de Moret (prima del 1658 - dopo il 1661):
            1. Jean (c. 1655 - dopo il 1701), marchese di Roquefeuil - sposò Charlotte de la Vassière de Cantoinet:
              1. Antoine-Victor (1700 - dopo il 1732), marchese di Roquefeuil du Bousquet - sposò Marie des Gransaignes:
                1. Jacques Aymar (17 febbraio 1733 - 11 novembre 1790), marchese - sposò Marguerite Marie Athénais Riom de Pradt (20 agosto 1753 - 21 agosto 1802):
                  1. Louis (8 settembre 1772 - 12 febbraio 1839) - sposò Victorine Antoinette d'Eimar de Jabrun (21 luglio 1791 - 26 febbraio 1872):
                    1. Auguste Marie (2 novembre 1827 - 23 agosto 1895) - sposò Gabrielle de Méric de Viviens (8 giugno 1844 - 12 gennaio 1890):
                      1. Valentine Marie Isabeau (24 settembre 1871 - 29 giugno 1947) - sposò Marie de Belsunce (1864 - 1927): con discendenza;
                      2. Onésime
                      3. Madeleine

                    2. Hélène
                    3. Marie Joseph (c. 1825 - 1887), marchese:
                      1. Melchior (1848 - 1884), marchese - sposò Emilie Rampon:
                        1. Charles (1873 - ?): con discendenza;
                        2. Béatrix (1875 - ?)
                        3. Bernard
                        4. Joseph
                        5. Henri
                        6. Eugène
                        7. Marie

                  2. Pierre (11 gennaio 1790 - 27 agosto 1865) - -discendenti vedi sotto: de Roquefequil-Bousquet

                2. Pierre (7 giugno 1735 - 17 giugno 1789), conte di Montpeyroux - discendenti vedi sotto: Roquefeuil-Montpeyroux

            2. Jacques-Aymar (14 novembre 1661 - 8 marzo 1744), governatore di Rodez - sposò Jeanne Louise Dumain d'Augerets:
              1. Aymar (1714 - 1782), conte di Roquefeuil
              2. René-Aymar (15 luglio 1718 - 1780), tenente di vascello - sposò Marie Françoise de Remy de Beauve:
                1. Marie Josèphe Catherine (1751 - ?)

        2. Jean, signore di Milhars - sposò Camille d'Entraygues: discendenti vedi sotto: Roquefeuil d'Amber
2. Tristan (c. 1480 - dopo il 1525) - sposò Jeanne de Limousin, signora d'Arthez: discendenti vedi sotto: Roquefeuil de la Salle

##### de Roquefeuil-Bousquet
Pierre Joseph Alexandre Elie Edouard de Roquefeuil-Bousquet (17 gennaio 1790 - 27 agosto 1865) - sposò Marie Michelle Françoise Louise de Cabrières (21 luglio 1797 - 21 agosto 1865):
1. Frédéric Louis Marie (25 febbraio 1819 - 1 dicembre 1885), ispettore dello Stato - sposò Mathilde Louise de Rochefontenilles (9 marzo 1830 - 22 marzo 1908):
  1. Eduard (23 marzo 1855 - 14 settembre 1922), cavaliere della Legion d'Honneur - sposò Elisabeth Marie Henriette Honorine de Sablon du Corail (16 agosto 1859 - 21 novembre 1932):
    1. Frédéric Pierre Marie Joseph (6 gennaio 1882 - 11 novembre 1964), visconte -
    2. Mathilde Henriette Marie Josephe Lucie (12 gennaio 1884 - 2 settembre 1967) - sposò Pierre de Garidel-Thoron (1880 - 1957): con discendenza;
    3. Marie Joseph Louis Julien Fulcran (11 gennaio 1888 - 4 agosto 1961), sindaco di Lezoux - sposò Françoise du Durat (11 aprile 1888 - 20 aprile 1971): con discendenza;
    4. Gonzague Marie Joseph François (28 maggio 1891 - 23 novembre 1971) - sposò Catherine de Chabannes (14 settembre 1895 - 1981): con discendenza;
    5. Marie Blanche Hedwige Josèphe (30 settembre 1894 - 1982) - sposò François Marie André Joseph de Ligondès (15 marzo 1884 - 29 settembre 1957): con discendenza;

  2. Joseph-Auguste (1859 - dopo il 1885), conte - sposò Génevieve Clérel de Tocqueville (c. 1860 - dopo il 1885):
    1. Gabrielle (1885 - ?)
2. Josephine
3. Gaspard (16 - 19 settembre 1817)

##### Roquefeuil-Montpeyroux
Pierre de Roquefeuil-Montpeyroux (7 giugno 1735 - 17 giugno 1789), conte di Montpeyroux - sposò Léocadie Le Lagadec (17 aprile 1749 - 8 maggio 1816):
1. Adolphe Aymar (7 marzo 1787 - 17 maggio 1857), conte di Roquefeuil - sposò Julie Adélaide de Lambilly (18 febbraio 1792 - 23 ottobre 1866):
  1. Aymar Alphonse Henri (13 aprile 1817 - 26 gennaio 1885) - sposò Alix Henriette Marie Harscouet de Saint-Georges (26 dicembre 1828 - 28 settembre 1901):
    1. Raymond Marie (29 dicembre 1854 - 15 ottobre 1935) - conte di Roquefeuil-Montpeyroux - sposò Agnès Marie Louise de Tervès (28 dicembre 1863 - 11 ottobre 1891); alla sua morte sposò Berthe Mélanie Marie Josèphe du Fou de Kerdaniel (3 aprile 1864 - 13 marzo 1949):
      1. (I) Raymond Yves Marie Aymar (5 febbraio 1891 - ?): con discendenza;
      2. Pierre (24 febbraio 1887 - ?) - sposò Antoinette de Quatrebarbes: con discendenza;
      3. (II) Louis (13 gennaio 1896 - 12 aprile 1969), impiegato della Banca di Francia - sposò Claude d'Anthenaise (13 gennaio 1899 - 17 giugno 1992): con discendenza;

    2. Mathilde Jeanne Marie (8 dicembre 1856 - 30 agosto 1913) - sposò Ambroise Marie Olivier de Carné (20 giugno 1848 - 17 novembre 1917): con discendenza;
2. Alphonse Louis Jacques Sébastien (4 maggio 1788 - 13 luglio 1848), cavaliere de la Legion d'Honneur - sposò Eugénie Alexandrine Françoise de Barberin (3 ottobre 1795 - 24 settembre 1870):
  1. Antoine Jules Charles (25 febbraio 1822 - 23 aprile 1905) - sposò Fanny Marie Arthur de Keralio (24 novembre 1833 - 4 aprile 1910):
    1. Edmond (1859 - dopo il 1891) - sposò Gévévieve de Roquefeuil des Bars (1867 - ?):
      1. François
      2. Charlotte
      3. Bernard
      4. Jean

    2. Fanny (1862)
    3. Alphonse (10 marzo 1865 - 13 gennaio 1912) - sposò Marie Josèphe Marthe Elisabeth des Grottes (29 ottobre 1876 - 24 febbraio 1937):
      1. Arnaud Antony Marie (7 febbraio 1906 - ?): con discendenza;

    4. Eugénie (1866)
    5. Léontine (1867 - dopo il 1898) - sposò Charles le Borgne du Boisriou
    6. Antony (9 settembre 1869 - 14 ottobre 1936) - sposò Jeanne du Périer de Larsan (12 agosto 1879 - 20 dicembre 1944):
      1. Hubert Antony Alain Marie (26 marzo 1901 - 7 novembre 1966): con discendenza;
      2. Odette Fanny Marie (9 agosto 1902 - ?) - sposò Jean de Lestapis
      3. Guy Geoffrey Marie (1903 - ?)
      4. Hervé Edmond Yves Marie (13 settembre 1904 - ?): con discendenza;
      5. Max (1911 - ?) - sposò Jehanine Seignouret: con discendenza;

    7. Louise (1873)
    8. Marie (1876)

  2. Eugénie Marie Josephine (24 gennaio 1835 - 29 maggio 1859) - sposò Albert de Kérouartz (17 aprile 1831 - 22 settembre 1892): con discendenza;

##### Roquefeuil d'Amber
Jean de Roquefeuil de Padiès, signore di Milhars - sposò Camille d'Entraygues: 
1. François (c. 1650 - ?), signore du Bosc, Amber e Le Bousquet - sposò Antoinette de Nattes La Calmontie (c. 1660 - dopo il 1680):
  1. Jean-Alexis - discendenti: de Roquefeuil de Bars
  2. Jean-François (c. 1680 - dopo il 1710), signore d'Amber - sposò Jeanne de Chaudesaigues:
    1. Jean-François (c. 1710 - dopo il 1744), signore d'Amber - sposò Anne de Montvalat de Marsan (c. 1720 - dopo il 1744):
      1. Jean-François (1751 - dopo il 1775), barone de la Garde - sposò Marie-Jeanne d'Albaret:
        1. Hippolyte François Marie Casimir (30 marzo 1775 - dopo il 1818) - sposò Mélanie de Simony:
          1. Marie Françoise Elisabeth (13 gennaio 1823 - 3 luglio 1868) - sposò Adrien d'Izarny-Gargas (22 giugno 1823 - 13 maggio 1895): con discendenza;

###### Roquefeuil de Bars
Jean-Alexis de Roquefeuil de Bars / d'Amber, signore di Milhars - sposò Françoise de Solaques:
1. Antoine (1 febbraio 1721 - dopo il 1770), visconte d'Yzal Guettes - sposò Jeanne de Boissier de Cadillac:
  1. Marie (8 luglio 1760 - dopo il 1827) - sposò Charles de Roquefeuil-Cazuhac (29 settembre 1752 - 21 luglio 1795): con discendenza;
  2. François (1770 - 1853) - sposò Anne Françoise Jégou du Laz:
    1. Amédée (1803 - 1877), tenente di Marine nationale - sposò Gérasine de Gillart de la Villeneuve:
      1. François-Alphonse (8 aprile 1837 - 24 luglio 1886) - sposò Pauline de Lesguern (1840 - ?):
        1. Génevieve (1867 - ?) - sposò Edmond de Roquefeuil-Montpeyroux (1859 - ?): con discendenza;
        2. Anne (1869 - 1954) - sposò Georges Guillotou de Kerever (1860 - ?): con discendenza;
        3. Joseph (1871 - dopo il 1909):
          1. Pierre (22 aprile 1909 - 5 giugno 1941): con discendenza;

##### Roquefeuil de la Salle/d'Arcisse
Tristan de la Salle (c. 1480 - dopo il 1525) - sposò Jeanne de Limousin, signora d'Arthez: 
1. Louis (c. 1510 - ?) - sposò Claire de Boussac (c. 1520 - ?):
  1. Arnaud - sposò Jeanne de Monestier:
    1. Jean (? - dopo il 1590) - sposò Lucrèce de Lustrac (c. 1570 - ?):
      1. Jacques I (c. 1590 - ?):
        1. Jacques II (c. 1610 - ?), signore d'Arcisse - sposò Françoise de Goudal:
          1. Jacques III (1638 - 1708), signore d'Arcisse - sposò Suzanne de Monelfre:
            1. Joseph (1679 - ?), signore d'Arcisse - sposò Marie de Curières (7 giugno 1684 - ?):
              1. Jean-Baptiste - sposò Antoinette de Marsac:
                1. Françoise Adélaide

              2. Charles - sposò Elisabeth Bras

  2. Jean (c. 1540 - ?) - sposò Marie de Corneillan de Vernède (c. 1550 - ?): -discendenti vedi sotto: Roquefeuil-Cazuhac

###### Roquefeuil-Cazuhac
Jean (c. 1540 - ?) - sposò Marie de Corneillan de Vernède (c. 1550 - ?): 
1. Jean (c. 1580 - ?), signore di Lavaur - sposò Louise Jeanne de Clairac:
  1. Balthazardz, signore di Pratz - sposò Anne de Clergue:
    1. François (prima del 1683 - 1720), signore di Pratz - sposò Jeanne de Vésian:
      1. Philippe-Joseph (1685 - 1730), marchese di Cazuhac - sposò Catherine de Clairac (c. 1690 - ?):
        1. Jacques-Philippe (20 gennaio 1718 - 26 settembre 1786); sposò Marie Fabre (1720 - prima del 1740); sposò poi Marie Madeleine de Boisset de Glassac (prima del 1740 - dopo il 1752):
          1. (I) Jean-Baptiste (13 aprile 1740 - 25 giugno 1811), ufficiale di marina - sposò Célest Barbe Vergoz (24 marzo 1757 - dopo il 1826): - discendenti: Linea Roquefeuil-Labistour
          2. (II) Augustin (6 febbraio 1749 - 25 ottobre 1824), marchese di Roquefeuil-Cazuhac - sposò Marie Rose Catherine de Verdun (? - 2 novembre 1785); sposò, vedovo, Louise Gabrielle de Flavigny (1766 - 5 maggio 1831)
            1. (I) Camille Joseph (27 gennaio 1781 - 6 novembre 1831), marchese - sposò Emilie Marie Dennemont (15 ottobre 1796 - 15 gennaio 1843):
              1. Gustave Philibert (4 luglio 1827 - 19 aprile 1881), capitano di fanteria - sposò Aline de Boisvaid (19 febbraio 1839 - 30 ottobre 1916):
                1. Louis Aymar Camille (16 giugno 1874 - 20 giugno 1946) - sposò Marcelle Peslin (21 novembre 1880 - 17 novembre 1953):
                  1. Louis Gustave Henri (21 giugno 1906 - ?) - sposò Marie Jeanne Henriette Thureau (15 maggio 1909 - ?): con discendenza;

            2. Sébastien (1 aprile 1785 - 14 aprile 1837)
            3. (II) Jules Edouard Félix (1 settembre 1801 - 17 agosto 1839), guardia forestale - sposò Yvonne du Hamel de Brazais (12 novembre 1801 - 23 marzo 1898):
              1. Félix (31 maggio 1833 - 30 marzo 1893), consigliere della Corte dei Conti - sposò Edmée du Breil de Pontbriand (1838 - 1923):
                1. Robert Marie Charles Aymar (29 ottobre 1864 - 15 luglio 1940) - sposò Jeanne Icery (28 marzo 1874 - 9 settembre 1967):
                  1. François Marie Felix Aymar (3 aprile 1902 - 18 novembre 1955)

                2. Alain (1865 - dopo il 1889), luogotenente - sposò Gabrielle Goodwin:
                  1. Bernard (1889 - ?)

              2. Aymar-Yves (1836 - 1895), colonnello - sposò Adélaide de Bastard d'Etang

          3. Charles (29 settembre 1752 - 21 luglio 1795), barone di Roquefeuil - sposò Marie de Roquefeuil de Bars (8 luglio 1760 - dopo il 1827):
            1. Aymar (1788 - 1880), visconte di Roquefeuil e colonnello di fanteria - sposò Anne-Ernestine de Wendel:
              1. Edmond (28 agosto 1832 - 10 settembre 1885), consigliere generale du Cotes-du-Nord - sposò Amicie Levesque de la Ferrière (17 marzo 1839 - 8 settembre 1885):
                1. Aymar (12 ottobre 1863 - 20 aprile 1948), sindaco di Plougrescant - sposò Alix de Prioul (17 gennaio 1867 - 5 agosto 1959): 
                  1. Anne (26 maggio 1890 - ?) - sposò Alain Chesnard de Sorbay (25 aprile 1887 - 20 novembre 1971): con discendenza;
                  2. Aymar (1893 -?):
                  3. Maurice (23 settembre 1897 - 20 aprile 1964) - sposò Cécile de Guillebon (1905 - ?): con discendenza;
                  4. Bernard (c. 1900 - ?): con discendenza femminile

                2. Anne (21 dicembre 1868 - 26 giugno 1932) - sposò Louis de Baglion de la Dufferie (19 febbraio 1854 - 11 dicembre 1941), sindaco di Martigné-sur-Mayenne: con discendenza;

  2. Jean - sposò Catherine de Cornhiel:
    1. Marceline
    2. Jacques - sposò Isabeau de Rochefeuil de la Salle:
      1. Antoine - sposò Gabrielle du Bourg de la Crouzette:
        1. Jacques (c. 1720 - ?) - sposò Marie Gabrielle de Génibrouse (1730 - ?):
          1. Antoine (c. 1750 - ?):
            1. Frédéric-Edouard (1788 - 9 gennaio 1871), sindaco di Tauxigny - sposò Louise de Pignol de Rocrouse (1800 - 1871):
              1. Elisabeth (1831 - dopo il 1860) - sposò Paul Viot
              2. Frédéric (? - 9 gennaio 1871)

###### Linea Roquefeuil-Labistour (da Cazuhac)
Jean-Baptiste (13 aprile 1740 - 25 giugno 1811), ufficiale di marina - sposò Célest Barbe Vergoz (24 marzo 1757 - dopo il 1826):
1. Jean-Auguste (1778 - ?)
2. Arthur (1780 - ?)
3. Ange (1785 - 1845)
4. Chéry Alexandre Félix Ange (29 giugno 1787 - ?) - sposò Marie Vial (14 luglio 1788 - 20 aprile 1884):
  1. Léonce (1 novembre 1817 - 1888) - sposò Alix Besnard (1820 - dopo il 1870):
    1. Marie (c. 1870 - ?) - sposò Volcy de Robillard (9 agosto 1859 - 30 novembre 1889): con discendenza;

  2. Dominique Aristide (18 gennaio 1830 - 2 maggio 1900) - sposò Marie Emilie de Coriolis (1832 - 20 febbraio 1905):
    1. Marie Adèle (c. 1860 - ?) - sposò Gustave Poupinel de Valencé (c. 1860 - 27 marzo 1925): con discendenza;
    2. Antoine Elysée (c. 1860 - dopo il 1899) - sposò Gertrude May Brooke (c. 1870 - ?):
      1. Théodore Lonsdale (1899 - 27 febbraio 1966) - sposò Isobel Harriet Steyn
5. Marie Camille Herminie (9 agosto 1790 - 4 novembre 1844) - sposò Sébastien de Roquefeuil-Cazuhac (1 aprile 1785 - 14 aprile 1837)

### Linea de Roquefeuil-Versols
Guillaume I, signore di Versols (? - 1283) - sposò Ricard de Beauvoisin:
1. Raymond, signore di Avallena - sposò Sancha Gil:
  1. Guillaume
2. Guillaume (? - 1283) - sposò Adélais de Pézénas (c. 1220 - ?):
  1. Jean (? - 1304) - sposò Hélix de Roquefeuil (c. 1280 - dopo il 16 agosto 1326):
    1. Guillaume (? - 1324) - sposò Brayde: 
      1. Jean (? - 1369) - sposò Alixente de Barrière: 
        1. Arnaud (? - prima del 1371)
        2. Guillaume (c. 1350 - dopo il 24 giugno 1403) - sposò Hélène de Vergne (c. 1355 - ?):
          1. Pierre (1372 - 1410) - sposò Isabelle Pelet d'Alais (1375 - ?):
            1. Jean (c. 1400 - dopo il 1439):
              1. Hélène
              2. Sicard-Aymer (c.1430 - ?) - sposò Hélix de Campezat:
                1. Antoinette - sposò Jean de Rocozels: con discendenza;
                2. Béranger (c.1460 -?):
                  1. Pons

                3. Jean (c.1460 - dopo il 1517) - sposò Hélix de Lauzières (c. 1470 - ?):
                  1. François (c. 1490 - ?) - sposò Anne de Vassal de La Molière (c. 1500 - ?):
                    1. Hélix (c. 1525 - ?) - sposò Jean de Rabastens
                    2. Louis (c. 1530 - ?)

                  2. Jean (c.1500 - ?) - sposò Anne de Vergnolles (c.1520 - ?):
                    1. Alix
                    2. Anne
                    3. Jean (c. 1550 - ?) - sposò Louise d'Humbras: - discendenti vedi sotto: Londres
                    4. Fulcran (c. 1560 - dopo il 1606) - sposò in prime nozze Marie de Fay de Peyraud (1560 - prima del 1590); in seconde nozze Isabelle de Bled (1580 - ?):
                      1. (I) Françoise (23 agosto 1586 - 1645) - sposò Honoré de Gondin
                      2. François (5 marzo 1590 - 1626) - sposò Jacquette d'Aguilhon (c. 1600 - dopo il 1637):
                        1. Catherine (c.1618 - ?)
                        2. Henri (1619 - 1696) - sposò Grassinde de Graffi (c. 1630 - c. 1698):
                          1. Jean-Baptiste (1655 - 1717) - sposò Suzanne Desportes (c. 1670 - ?):
                            1. Jean-Baptiste

                          2. Grassinde (1 luglio 1668 - 28 settembre 1741) - sposò François de Pavée de Villeveille (1663 - 1747): con discendenza;

                        3. Pierre (c. 1625 - ?) - sposò Marguerite de Crouzet (c. 1630 - ?):
                          1. Marguerite

                      3. Henriette
                      4. (II) Jeanne (? - 1670)
                      5. Marie
                      6. Charles

                    5. Jeanne
                    6. François

          2. Rigaud (? - prima del 1459) - sposò Béatrix de Maffred de Partages: 
            1. Adhémar (c. 1411 - ?) - sposò Florette de Capluc (1410 - ?):
              1. Jean (c. 1435 - ?) - sposò Antoinette de Rodez de Montalègre (c. 1440 - ?); sposò in seconde nozze Sibylle de la Raoulet-Jalanques (c. 1470 - ?):
                1. (I) Antoine (1480 - 1532) - sposò Sillette de Porcelet (c. 1490 - ?):
                  1. Marguerite (c. 1520 - ?) - sposò Jean de Guillens (c. 1490 - ?): con discendenza;
                  2. Honoré (c. 1520 - ?) sposò Marguerite de Moncalm:
                    1. Silette (1550- ?) sposò Louis II de LATIL
                    2. Marie (c.1550 - ?) - sposò Claude DEYDIER de PUECHMEJAN ca 1540-
                    3. Claude (c.1560-?) - sposò Jean de PINS (1560-1593)

                  3. Thiphène (1530 - 1559)

                2. Jean (? - dopo il 1539) - sposò Delphine de Sales (c. 1490 - ?):
                  1. Tristan (c. 1520 - dopo il 1552) - sposò Delphine Charlotte de Beaune (c. 1530 - ?):
                    1. Jean (c. 1550 - 1612) - sposò Marie de Narbonne-Caylus (c. 1550 - ?):
                      1. Claude (c. 1575 - dopo il 1644) - sposò Anne de Vissec de la Tude de Fontès (c. 1580 - dopo il 1644):
                        1. Jean (c. 1600 - 6 agosto 1680) - sposò Félicie de Chavagnac de Monthioloux (c. 1610 - ?):
                          1. Claudine (c. 1635 - 1715)
                          2. Claude (c. 1640 - ?) - sposò Marie de Pomairols-Jalenques (1646 - ?):
                            1. Joseph (1664)
                            2. Jean (1665)
                            3. Marie (1666 - ?)
                            4. Claudine (1668 - ?)
                            5. Marguerite (1669 - ?)
                            6. Pierre (1673 - 1676)
                            7. Marie (1674 - ?)
                            8. Louis (1675 - ?)
                            9. Jeanne (1678 - 1757)
                            10. Claire (1680 - ?)
                            11. Jean (1683-1742)
                            12. Charles (1685-?)
                            13. Catherine (1686-?)
                            14. Antoine (1687-?)
                            15. Elisabeth (1688-1755)

                        2. Henry (c. 1610 - ?) - sposò Françoise d'Herail (1613 - 1707):
                          1. Henri-Joseph (c. 1640 - ?)
                          2. Françoise (1654 - 1689)
                          3. Marquise (1640 - ?) - sposò Jean de Vic (1636 - ?): con discendenza;

                        3. Claude (1610 - ?) - sposò Claire d'Icher:
                          1. Pierre (c. 1650 - ?) - sposò Marie de MOURCAIROL de LOBATIÈRE:
                            1. Henri (1673 - 1751)
                            2. Françoise
                            3. Marthe (c. 1700 - 1761)

                        4. Marie (c. 1620 - ?)

                3. Hélix (c. 1480 - dopo il 1554)
                4. (II) Antoinette (c. 1505 - ?) - sposò Jean de Prévinquières (c. 1500 - dopo il 1555): con discendenza;

              2. Béatrix (c. 1440 - ?)
              3. Hélène
              4. Augier
              5. Guillaume
              6. Béatrix

            2. Guillaume (1420 - 1495) - sposò Vaurie de Maffred de Partages (c. 1430 - ?): - discendenti vedi sotto: Roquefeuil-Montpeyroux

        3. Jean (? - prima del 2 gennaio 1395) - sposò Jeanne d'Albaron:
          1. Catherine

      2. Guillaume
      3. Isabelle
      4. Arnaud
      5. Béraude

#### Linea Roquefeuil-Montpeyroux
Guillaume (1420 - 1495) - sposò Vaurie de Maffred de Partages (c. 1430 - ?): - discendenti vedi sotto: Roquefeuil-Montpeyroux
1. Jacques (c. 1450 - dopo il 1517) - sposò Antoinette de la Raffine (c. 1450 - ?):
  1. Jeanne (c. 1475 - ?) - sposò Aimery de Carluc (c. 1480 - ?): con discendenza;
  2. Louis (c. 1475 - 1526) - sposò
2. Augier (c. 1455 - dopo il 1517) - sposò Mathilde des Deux Vierges (c. 1460 - ?):
  1. Isabelle (c. 1480 - ?)
  2. Antoine (c. 1480 - dopo il 1551) - sposò Barthélemie de Mailhac (c. 1490 - prima del 1545):
    1. Jacquette (c. 1520 - ?)
    2. Giscard (c. 1520 - 1580)
    3. Madeleine
    4. Tristan

#### Linea di Roquefeuil-Londres
Jean (c. 1550 - ?) - sposò Louise d'Humbras:
1. Fulcran (c. 1580 - dopo il 1621) - sposò Marguerite d'Aguilhon (1587 - ?):
  1. Blaise (c. 1610 - dopo il 1666) - sposò Jeanneton Salvayre (c. 1630 - ?); sposò Constance de Valat de Saint-Roman (c. 1620 - ?); sposò Jeanne de Soubiran-d'Arifat (c. 1620 - ?); sposò una donna
    1. (I) Jeanne (c. 1660 - ?) - sposò Jean de Rigol de Larret (1650 - ?): con discendenza;
    2. (II) François (1 maggio 1655 - 29 agosto 1736), barone di Londres - sposò Marguerite de Ratte (c. 1660 - 1730):
      1. Françoise (23 aprile 1680 - ?)
      2. Claire (1689 - dopo il 1759)

    3. (III) Henri (1665 - 14 maggio 1730), barone di Saint-Martin-de-Londres - sposò Claire de Girard (c.1670 - ?); sposò Anne de Narbonne-Pelet (29 dicembre 1679 - 19 febbraio 1704); sposò Anne de Lescure (1680 - ?):
      1. (I) Gabrielle (1693 - 1711)
      2. Thérèse (1694 - 1716)
      3. Françoise (c. 1697 - dopo il 1723) - sposò Jean de Beynes (c. 1690 - dopo il 1723)
      4. (II) Jean (2 dicembre 1703 - 1 giugno 1739) - sposò Marie Journet (c. 1700 - 28 febbraio 1741):
        1. Henriette (c. 1733 - dopo il 1751)
        2. François (12 agosto 1735 - 3 ottobre 1766)
        3. Anne (febbraio - 10 marzo 1737)

      5. (III) Jeanne (1707)
      6. Anne (1709 - ?) - sposò Joseph de Brunet (1700 - 1741)
      7. Marie Henriette (1710 - ?)
      8. Louise (1713 - ?)
      9. Françoise (31 ottobre 1716 - 20 maggio 1718)

    4. (IV) Marie (c. 1640 - ?) - sposò Guillaume de Ratte (c. 1630 - ?): con discendenza;

  2. Pierre (c. 1610 - 1681) - sposò Eléonore de Donzel de Chantoriège (1620 - ?): discendenti vedi sotto: Linea Gabriac
  3. Jacquette (c. 1610 - dopo il 1657)
  4. Françoise (c. 1620 - 9 giugno 1712) - sposò Jean d'Albenas (c. 1610 - 1700): con discendenza;
  5. François (1622 - 29 gennaio 1701), religioso
2. Marie (c. 1580 - dopo il 1620) - sposò Pierre de Ginestous (c. 1580 - ?): con discendenza;
3. Jeanne (c. 1580 - 5 marzo 1640) - sposò Jean de Ratte (c. 1570 - dopo il 1629): con discendenza;
4. Louise (c. 1590 - ?)

##### Linea Gabriac
Pierre (c. 1610 - 1681) - sposò Eléonore de Donzel de Chantoriège (1620 - ?):
1. François (c. 1640 - 15 ottobre 1717), visconte di Gabriac - sposò Marie de la Tour du Pin La Carche-Gouvernet (c. 1660 - prima del 1717):
  1. Elèonore (1684 - 13 marzo 1744) - sposò François de Vissec de la Tude (c. 1690 - 28 dicembre 1767): con discendenza;
  2. Louis (1685 - 5 novembre 1755), brigadiere dell'esercito del re - sposò Charlotte de Brodard (1710 - ?):
    1. Marie-Françoise (1739 - ?) - sposò Charles d'Artaize (3 aprile 1704 - ?)

  3. Henri (c. 1690 - 18 gennaio 1744), visconte di Gabriac - sposò Françoise de Montaud (c. 1690 - dopo il 1746):
    1. François (8 aprile 1718 - ?), marchese di Roquefeuil - sposò Jeanne Marie Madeleine Suzanne de Baschi du Cayla (c. 1720 - ?):
      1. Suzanne (11 ottobre 1748 - 1828) - sposò Louis du Rang (c. 1740 - ?)
      2. Antoine (6 gennaio 1750 - ?) - sposò Hélène Reversat de Calès de Marsac:
        1. Julie (22 dicembre 1770 - ?) - sposò Antoine de Viel de Lunas d'Espeuilles (15 maggio 1761 - 6 maggio 1836): con discendenza;
        2. Marie François Henri (14 ottobre 1772 - ?) - sposò Marie Magdelaine Joséphine de Serres de Mesplès (1785 - ?):
          1. Henri Marie Magdeleine Joseph (10 giugno 1799 - 12 marzo 1859), marchese - sposò Marie-Cécile de Mac Mahon (19 maggio 1804 - 5 luglio 1844):
            1. Cécile Henriette Marie (10 gengenaio 1826 16 dicembre 1876) - sposò Joachim de Chastellier (1813 - 3 aprile 1869)-
            2. Marie Charles Hélie (5 novembre 1828 - 11 marzo 1892) - sposò Marie de Maubec (5 febbraio 1835 - 25 dicembre 1866)
            3. Marie Isabeau (3 luglio 1831 - 13 febbraio 1898) - sposò Louis de Louvencourt (25 settembre 1824 - 13 gennaio 1900): con discendenza;

      3. Charlotte (c. 1750 - ?) - sposò Joseph de Melon (c. 1740 - ?)
      4. Antoinette (13 luglio 1753 - ?)
      5. Jacques  (1 ottobre 1757 - ?), religioso

    2. Marie (9 ottobre 1722 - ?) - sposò Henri de Biord (c. 1720 - ?): con discendenza;
    3. Roger (c. 1725 - 18 marzo 1733)

  4. Françoise-Elèonore (c. 1700 - ?) - sposò Antoine Viel, barone du Pouget (28 luglio 1696 - 1742): con discendenza;
2. Louis (c. 1655 - 1703)
3. Jacquette (c. 1660 - ?): con discendenza;
4. Marie (c. 1670 - dopo il 1712), religiosa
5. Louise (20 aprile 1675 - c. 1704), religiosa